# 凤头百灵属
凤头百灵属（学名：Galerida），是百灵科的一属。
属下物种有：
- 凤头百灵
- 短嘴凤头百灵
- 马拉巴凤头百灵
- 塞氏凤头百灵
- 太阳凤头百灵
- 海角非洲百灵
- 长嘴凤头百灵